# Queer (singolo)
Queer è un singolo della musicista venezuelana Arca con la partecipazione della musicista inglese Planningtorock, pubblicato il 18 novembre 2021 come primo estratto dal settimo album in studio di Arca KICK iiii.

## Descrizione
Il singolo è stato realizzato da Arca al mixer e da Cardopusher (entrambi anche produttori), mentre il testo è stato scritto in collaborazione con la musicista inglese Planningtorock. Il giorno stesso del suo rilascio, la musicista venezuelana ha annunciato per il 3 dicembre successivo l'uscita del suo settimo album in studio KICK iiii, da cui è tratta la canzone.
Il brano contiene parti in spagnolo cantante da Arca e parti in inglese cantate da Planningtorock, celebrando l'identità queer: la prima sostiene di «non aver mai visto niente di simile» alla persona che ha di fronte e promette di «liberarla dal male», mentre la seconda afferma di avere «lacrime come quelle di una persona queer», ovvero «lacrime di fuoco» e «di potere», lavando l'altra con esse.
La stessa Arca ha descritto il brano come «un inno che celebra il coraggio contro il pregiudizio», «sul coraggio di resistere quando si nasconde il proprio vero sé al mondo»: «È un grido di battaglia per i mutanti per difendere se stessi e nutrire la nostra dignità collettiva di fronte all'insulto, al disprezzo, all'esclusione e al ridicolo. Soprattutto, è una celebrazione dell'amore queer in tutte le sue forme».
Planningtorock ha invece affermato sulla collaborazione con Arca:
Le voglio molto bene e sono grata che lei esista. Tears of Fire e Queer Power sono parole che io vivo e con cui ci connettiamo. Sono davvero orgogliosa di duettare con lei dentro questo magnifico universo epico di una traccia, un sogno queer diventa realtà.»

## Tracce
Testi di Planningtorock, Arca, musiche di Arca, Cardopusher.
1. Queer (feat. Planningtorock) – 3:30

## Formazione
Crediti tratti dall'edizione streaming del singolo.
- Arca – performer associata, mixer, produttrice, autrice delle musiche, autrice del testo;
- Planningtorock – performer associata, autrice del testo;
- Cardopusher – produttore, autore delle musiche.